# Alfred Bolle
Pour les articles homonymes, voir Bolle.
Georges Alfred Bolle (Morges, 16 février 1887 - 1959) est un artiste peintre suisse.

## Biographie
Alfred Bolle fit des études artistiques à Genève, entre 1903 et 1906. Il les poursuivit ensuite à Paris, tout d'abord à l'Académie des beaux-arts, puis à l'Académie de la Grande Chaumière, jusqu'en 1910. Il réalisa de nombreuses marines et des vues de Venise et de l'Afrique du Nord. Ses toiles sont exposées à la « Fondation Bolle », à Morges, Suisse.